# Relaciones Chile-Israel
Las relaciones Chile-Israel o relaciones chileno-israelíes se refieren a las relaciones internacionales bilaterales entre la República de Chile y el Estado de Israel. La comunidad de personas de nacionalidad chilena residentes en Israel es la mayor de chilenos en Asia con cerca de 10.000 ciudadanos.

## Historia
Chile reconoció la independencia de Israel el 5 de febrero de 1949.
Tras el terremoto de 1965 en Chile, el Gobierno israelí ofreció suministros y equipamiento médicos.
Luego del terremoto de 2010, el Gobierno israelí lanzó un comunicado donde envió sus condolencias a las familias de las víctimas y expresó su apoyo a todos los ciudadanos de Chile, además de ofrecer ayuda médica y de ingeniería a Chile.
En 2009, una bala impactó al coche del embajador israelí en Chile, David Dadon, rompiendo el parabrisas. Aunque Dadon no estaba en el auto y nadie fue herido, el evento tuvo como efecto el reforzamiento de la seguridad.
La política exterior del gobierno de Gabriel Boric respecto al conflicto israelí-palestino ha sido posicionarse en favor de la causa palestina en desmedro de las relaciones entre Chile e Israel. 
En 2024. Israel no fue invitado a la Feria Internacional del Aire y del Espacio (FIDAE) ya que el gobierno enfatizó su compromiso con los Derechos Humanos en Palestina. El gobierno de Boric tuvo varios desacuerdos con el embajador de Israel a quien no le aceptó las credenciales.
En 2025, Boric anunció en su cuenta publica su apoyo al embargo de armas a Israel instaurado por España. Además, anunció que enviaría un proyecto de ley para suspender las importaciones a los territorios ocupados por Israel.

## Visitas diplomáticas
En noviembre de 1983, el ministro de Relaciones Exteriores de Chile Miguel Schweitzer Walters visitó Israel. El Consejero Jurídico del Gobierno de Israel Yitzhak Zamir solicitó la extradición del exnazi Walter Rauff, acusado de crímenes de guerra, sin embargo, Scheitzer expresó que no era posible extraditar a Rauff debido al estatuto de limitaciones de Chile. En 1984, una petición similar fue hecha por el director general del Ministerio de Relaciones Exteriores de Israel al canciller chileno Jaime del Valle, quien declaró que era "inapropiado" expulsar a Rauff. La exprimer ministro de Israel Golda Meir visitó Chile con su ministro de Asuntos Exteriores Shimon Peres y en marzo de 2005 recibió la primera visita oficial a Israel del gobierno chileno realizada por el entonces ministro de Asuntos Exteriores Ignacio Walker junto a una delegación.

## Colaboración militar
Las oficinas de los agregados militar, naval y de defensa y aérea, como parte de la Embajada chilena en Israel, buscan mantener y aumentar los vínculos con las Fuerzas de Defensa israelíes "a fin de posibilitar el conocimiento, capacitación, entrenamiento e intercambio de experiencias, en las diferentes áreas de la defensa nacional de interés de cada institución" y aumentar "los vínculos castrenses y de la Defensa con el Ministerio de Defensa de Israel, con el propósito de cumplir la Política Exterior y de Defensa de Chile".
En 1988, el Gobierno chileno junto con el Gobierno israelí y el Departamento de Estado de los Estados Unidos bloquearon la compra a Chile de aviones de combate F5 por parte de Irán. Israel es un proveedor importante de hardware militar para las Fuerzas Armadas de Chile. En 1993, el sistema IAI Phalcon fue vendido a la Fuerza Aérea chilena.
En 2002 la Fuerza aérea chilena seleccionó al fabricante militar israelí RADA Electronic Industries para el suministro de una avanzada solución digital de debriefing para su recién adquirida flota de F-16 C/D. En diciembre de 2010, los tres principales fabricantes israelíes de vehículos aéreos no tripulados entregaron una oferta de venta a la Fuerza aérea de Chile.

## Relaciones económicas
En términos macroeconómicos, en 2022, el intercambio comercial entre ambos países ascendió a los 257 millones de dólares estadounidenses, lo que supuso un 2,4% de crecimiento promedio anual en los últimos cinco años. Los principales productos exportados por Chile fueron salmones, pasta química de madera, semillas de sandía y arándanos frescos, mientras que Israel exportó mayoritariamente avisadores eléctricos, extintores y aparatos para filtrar agua.
En turismo, basados en el principio de reciprocidad, tanto los ciudadanos chilenos como israelíes se encuentran exentos de visado para ingresar de un país en el otro por un periodo máximo de tres meses. 

## Misiones diplomáticas
Ambos países iniciaron su relación diplomática el 16 de mayo de 1950, cuando Israel envió su primer embajador, mientras que Chile hizo lo mismo el 16 de junio de 1952.
- Chile tiene una embajada en Tel Aviv.[25]
- Israel tiene una embajada en Santiago de Chile.[26]

## Acuerdos bilaterales

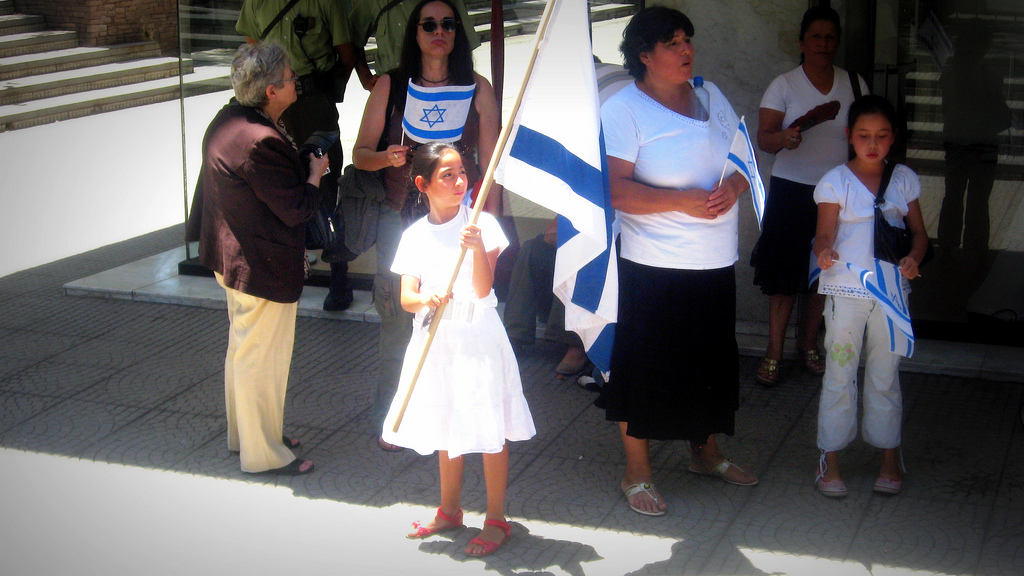
Niña chilena sosteniendo la bandera de Israel en Santiago como muestra de solidaridad con el Estado de Israel.

Desde entonces 1953, Israel y Chile han firmado acuerdos bilaterales numerosos:
- Acuerdo de Intercambio cultural (1953)
- Acuerdo de Uso Pacífico de la Energía Nuclear (1965)
- Acuerdo de Cooperación Científica y Técnica (1965)
- Convenio de Servicios Aéreos dentro y más allá de las respectivas fronteras (1982)
- Acuerdo de Radioaficionados (1982)
- Convenio CONAF – Karen Kameyet Israel de Cooperación y Asistencia Técnica Forestal (1983)
- Programa Ejecutivo de Intercambio cultural (1983)
- Convenio de Cooperación Turística (1986)
- Acuerdo sobre Control de Estupefacientes y Sustancias Psicotrópicas (1993)
- Convenio de Supresión de Visas en Pasaportes Diplomáticos, Oficiales, Especiales y de Servicio (1994)
- Convenio de Cooperación Cultural, Científica y Técnica (1995)
- Celebración Comisión Mixta Cultural en Jerusalén (1996)
- Memorándum de Entendimiento para el Establecimiento de Consultas Bilaterales entre los Ministerios de Relaciones Exteriores de Chile e Israel (2007)
- Acuerdo sobre Actividades Remuneradas para Familiares de una Misión Diplomática o Representación Consular (2007)
- Acuerdo de Cooperación Sur/Sur y Triangular entre AGCI y MASHAV (2011)
- Programa de Cooperación Cultural, Educacional y Científica (2011)
- Memorándum de Entendimiento para la Cooperación Bilateral en Defensa (2011)
- Memorándum de Entendimiento entre la Contraloría General de Chile y la Contraloría del Estado de Israel (2012)
- Declaración de Intenciones suscrita entre los Ministros de Medio Ambiente de Chile e Israel (2012)
- Cooperación y Asistencia Administrativa Mutua en Materias Aduaneras (2014)

## BDS Chile
BDS Chile, parte de «Boycott, Divestment and Sanctions Movement», movimiento que boicotea productos y servicios de origen israelí en apoyo al pueblo palestino, con sede en Chile, es la única organización latinoamericana en la lista negra de Israel.